# C21H22FNO
化学式C21H22FNO（摩尔质量：323.41 g/mol）可能指：
- JWH-311，CAS号：864445-49-8
- JWH-312，CAS号：864445-50-1
- JWH-313，CAS号：864445-52-3